# 伊尼里達
伊尼里达（西班牙语：Inírida，西班牙語發音：[iˈniɾiða]）是哥伦比亚瓜伊尼亚省的首府，成立于1963年，2005年人口为10,891，其中约占三分之一的人口为美洲原住民。伊尼里达坐落在瓜维亚雷河沿岸，距委内瑞拉边境仅有30公里。该城市是哥伦比亚革命武装力量的一个据点所在。